# Preußische Hauptwache (Mainz)

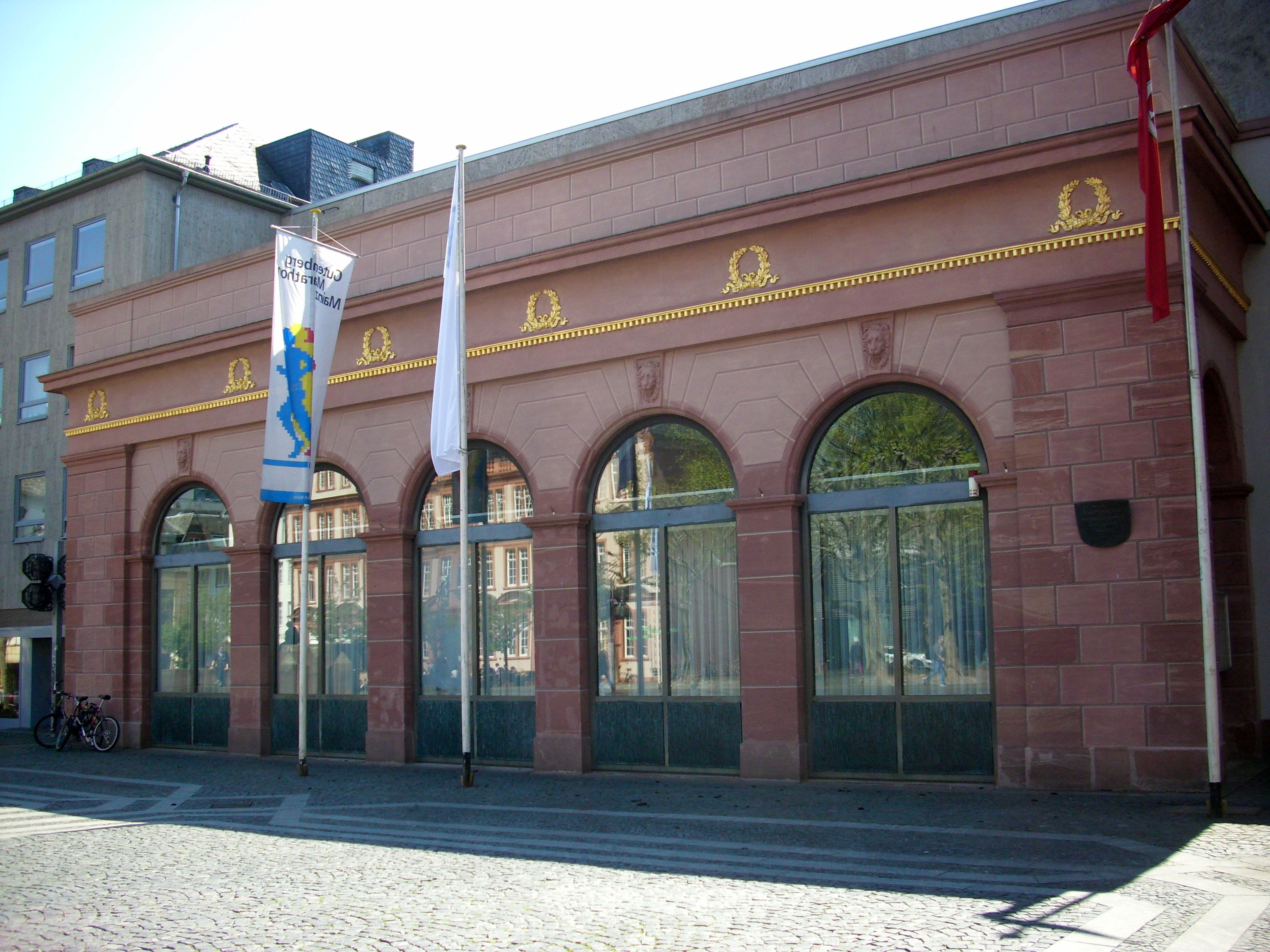
Preußische Hauptwache (Fassade) 2016

Die preußische Hauptwache in Mainz ist ein 1829 am Liebfrauenplatz errichteter Bau im hochklassizistischen Stil. Sie war Sitz der preußischen Militärpolizei während der Belegung der Bundesfestung Mainz mit einer preußischen Garnison. Die Hauptwache wurde bis 1902 militärisch, danach zivil genutzt. Von dem Bauwerk ist nur noch die Fassade erhalten geblieben, die heute Bestandteil des so genannten Haus am Dom (Liebfrauenplatz 8) ist.

## Geschichtlicher Hintergrund

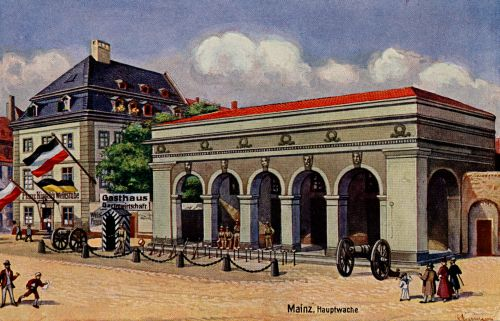
Postkarte um 1900

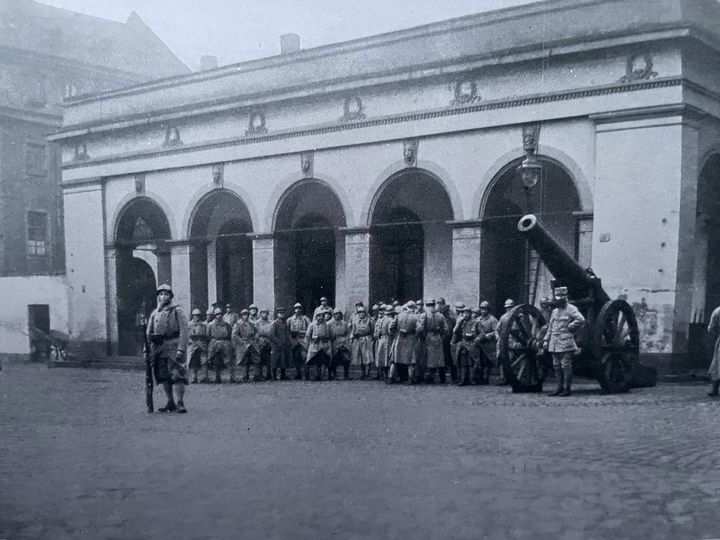
Französische Truppen im Dezember 1918 vor der Hauptwache

Nach dem Abzug französischer Truppen wurde Mainz 1816 eine Festung des Deutschen Bundes. Bis zu 7.000 Soldaten, hauptsächlich österreichische und preußische Truppen, waren in der Stadt stationiert. Eine jeweilige Militärpolizei übernahm bei den beiden Truppenkontingenten, zwischen denen das Stadtgebiet genau aufgeteilt wurde, die wichtige Funktion der Kontrolle des Garnisonswachdienstes. Dieser war rund um die Uhr für die Bewachung der Befestigungsanlagen der Festung Mainz, ihrer Stadttore und alle weiteren wichtigen Gebäude wie beispielsweise Magazine zuständig. Alle zwei Stunden wurden die wachhabenden Soldaten abgelöst und die jeweils diensthabende Mannschaft war in den beiden Hauptwachen stationiert. 
Während die österreichische Militärpolizei ihre Hauptwache am Flachsmarkt hatte, wurde die preußische Militärpolizei in der alten Kurfürstlichen Wache einquartiert. Da sich diese bereits nach kurzer Zeit wegen ihrer Baufälligkeit als ungeeignet erwies, wurde 1829 nach Plänen eines preußischen Ingenieur-Offiziers die neue Hauptwache am Liebfrauenplatz erbaut. Am Standort mussten dabei erst Reste des Kreuzgangs der 1793 zerstörten und 1803 abgetragenen Liebfrauenkirche entfernt werden.
Nach dem Deutschen Krieg 1866 verließen die österreichischen Truppen die Stadt und Mainz wurde zur preußischen Festung. Die Hauptwache wurde bis in das späte 19. Jahrhundert militärisch genutzt. 1902 ist die zivile Nutzung des Gebäudes, das mittlerweile durch das Hessische Denkmalschutzgesetz als erhaltenswerter Bau eingestuft wurde, als Kunsthalle belegt. Bis in die 1930er Jahre befand sich hier die „Städtische Kunsthalle Plastische Sammlung“. 1943 wurde die ehemalige Hauptwache wiederum einer neuen Funktion zugefügt, das Kaffee Kaiserhof zog in das Gebäude ein und änderte den Namen in „Konditorei Kaffee Hauptwache“.
Bei Bauarbeiten zum neuen „Haus am Dom“ Mitte der 1960er Jahre wurden rückwärtige Teile der Hauptwache abgerissen und es kam zu deutlichen Beschädigungen weiterer Gebäudeteile. Lediglich die Fassade blieb einigermaßen intakt. Ein kompletter Abriss der noch bestehenden Gebäudeteile konnte letztendlich nur durch das Veto des Landesamtes für Denkmalpflege und mit Hilfe des Ministeriums für Unterricht und Kultus und dem Engagement Mainzer Persönlichkeiten wie beispielsweise Fritz Arens verhindert werden. Die Fassade der Hauptwache wurde in das neu erstelle Haus am Dom integriert und farblich dem neuen zweckmäßigen 1960er Jahre Bau angepasst.

## Baubeschreibung
Die für Bauvorhaben in der Bundesfestung Mainz zuständige Geniedirektion wurde im November 1826 beauftragt, einen Kostenvoranschlag für die Erbauung einer neuen Hauptwache für die preußische Garnison vorzulegen. Als Vorgabe wurde definiert: „Die Wache sollte als Parterre-Gebäude konzipiert sein und außer einer Offiziersstube und einem Raum zur Aufnahme von 50 Gemeinen der Wachmannschaft sowie der Unteroffiziere nur noch eine Offizier-Arrestanten-Stube enthalten.“
Eine erhaltene Entwurfszeichnung von 1827/28 zeigt in Querschnitt, Fassade, Balkenlage und Grundriss eine hochklassizistische Bauausführung der eingeschossigen Hauptwache. Typisch für diese Spätphase des Klassizismus (um 1795 bis circa 1820) ist der monumentale Pathos, gründend in der französischen Revolutionsarchitektur, und die Symbolik einer „sprechenden Architektur“ (architecture parlante). An der Hauptwache zeigt sich dies vor allem in der streng symmetrisch gegliederten kubischen Bauform und dem symbolischen Fassadenschmuck mit Lorbeerkränzen als militärisches Siegessymbol und den die Stärke Preußens symbolisierenden Löwenköpfe.
Die Fassade war als offene Halle in Rustika-Ouaderung geplant, hinter der sich die abgeschlossenen Räume befanden. Zwischen Arkadenzone und ungegliederter Attika sollte ein konsolgetragenes Kranzgesims liegen. Für das Dach war ein Walmdach mit flacher Neigung geplant. Ein ebenfalls erhaltener Plan von 1830 befindet sich heute im Geheimen Staatsarchiv Preußischer Kulturbesitz in Berlin. Die kolorierte Planzeichnung mit Schnittansicht, Fassade, Balkenlage und Grundriss mit dem Titel „In der Bundes-Festung Mainz neu erbaute Hauptwache“ ist die erste bildliche Wiedergabe der gerade neu erbauten Hauptwache. Breite Eckpilaster an beiden Endseiten rahmen fünf aneinandergereihte Arkaden ein. Im Gegensatz zu früheren Planungsstadien wurde der obere Fassadenteil künstlerisch aufgewertet. Plastisch herausgearbeitete Löwenköpfe oberhalb der Scheitelsteine der Arkaden wurden ebenso hinzugefügt wie Profilleisten, die das Gebälk mehrfach gliederten sowie sechs Lorbeerkränze als weitere Schmuckelemente des Gebälks. Auf das Kranzgesims wurde bei der Realisierung des Bauwerks verzichtet.
Die Rustika-Quaderung fehlt bei dem heute erhaltenen Gebäudeteil. Nach Untersuchungen durch die Kirchliche Denkmalpflege wurde diese bei der Erbauung wahrscheinlich nur aufgemalt und während früheren Arbeiten am Gebäude (1836, 1852) entfernt.

## Renovierung
Zu Beginn der 2000er Jahre wurde bei der Kirchlichen Denkmalpflege (die für das Haus am Dom zuständig ist) beschlossen, die Preußische Hauptwache zu renovieren und die erhaltene Fassade möglichst originalgetreu wieder im Originalzustand herzustellen. Die dazu notwendigen Arbeiten übernahm die Dombauhütte Mainz, welche die Renovierung Ende 2002 abschloss.
Die ursprünglich offenen Arkadenbögen der Vorhalle waren bereits seit Beginn der zivilen Nutzung verschlossen und wurden auf Grund der heutigen Nutzung in diesem Zustand belassen. Bei der Fassadenrenovierung ersetzte man den grau-weißen Anstrich der 1960er Jahre durch rote Sandsteinfarbe, da auf einer Lithographie der 1850er Jahre das Gebäude in einem Rotton dargestellt wurde. Auch die Löwenköpfe wurden mit der gleichen Farbe gestrichen. Die sechs Lorbeerkränze sowie das darunterliegende Gesims wurden vergoldet. Eine Wiederherstellung der aufgemalten Rustika-Quaderung wurde ebenfalls vorgenommen um die ursprünglichen Proportionen des Bauwerks wieder zur Geltung zu bringen.